# Rede Lógica Probabilística
A rede lógica probabilística (RLP) é uma abordagem conceitual, matemática e computacional para inferência incerta; inspirado em lógica de programação, mas usando probabilidade em lugar de valorações verdade, e incerteza fracionária no lugar de valores (conhecido / desconhecido). A fim de realizar um raciocínio eficaz em circunstâncias do mundo real, O software de inteligência artificial deve lidar com a incerteza. No entanto, as abordagens anteriores a inferência incerta não tem o escopo necessário para fornecer cognitivamente um tratamento integrado das formas díspares de incerteza, como eles se manifestam dentro das várias formas de inferência pragmáticas. Indo além das abordagens probabilísticas anteriores a inferência incerta, RLP é capaz de abarcar dentro da lógica tais ideias incertas como indução, abdução, analogia, imprecisão e especulação, e do raciocinar sobre o tempo e causalidade.
RLP foi desenvolvido por Ben Goertzel, Matt Ikle, Izabela Lyon Freire Goertzel e Ari Heljakka para uso como um algoritmo cognitivo utilizado por MindAgents (empresa) dentro do núcleo OpenCog. RLP foi desenvolvido originalmente para uso dentro do Novamente Cognição Engine (empresa).

## Objetivo
O objetivo básico do RLP é fornecer inferência probabilística razoavelmente precisa de uma forma que seja compatível com a lógica clássica e a lógica de predicados, e escalas para operar em tempo real em grandes bases de conhecimento dinâmicos.
O objetivo subjacente ao desenvolvimento teórico de RLP tem sido a criação de sistemas de software práticos realizando inferências complexas, úteis com base no conhecimento incerto e tirar conclusões incertas. RLP foi projetado para permitir a inferência probabilística básicas para interagir com outros tipos de inferência, como inferência intencional, de inferência imprecisa, e inferência de ordem superior usando quantificadores, variáveis e combinadores, e ser uma abordagem mais conveniente do que as redes Bayesianas com a finalidade de estabelecer uma interface entre a inferência probabilística de base com esses outros tipos de inferência. Além disso, as regras de inferência são formuladas de tal modo a evitar os paradoxo da teoria Dempster-Shafer.

## Implementação
RLP começa com uma fundação de lógica clássica, e em seguida, adiciona nos elementos da lógica probabilística e combinatória, bem como alguns aspectos da lógica de predicados e lógica autoepistemica, para formar um sistema de inferência completo, sob medida para uma fácil integração com componentes de software que incorporam outros (não explicitamente lógicos) aspectos da inteligência.
RLP representa valores verdade como intervalos, mas com semântica diferentes do que na teoria de probabilidade imprecisa. Além da interpretação da verdade de uma forma probabilística, um valor verdade no RLP também tem uma quantidade de certeza associada. Isto generaliza a noção de valor verdade usado na lógica autoepistemica, onde os valores verdade ou são conhecidos ou não, e quando conhecidos, são verdadeiros ou falsos.
A versão atual do RLP tem sido utilizado em aplicações "narrow- AI", como a inferência de hipóteses biológicas de conhecimentos extraídos de textos biológicos através de processamento de linguagem, e para auxiliar o aprendizado por reforço de um agente encarnado, em um mundo virtual simples, já o ensinou a brincar de "pegar a bola".